# Загорье (Боровичский район)
Загорье — деревня в Боровичском муниципальном районе Новгородской области, относится к Травковскому сельскому поселению.
Деревня расположена на реке Сивельба (приток Мсты), в восточной части Мстинской впадины, делящей Валдайскую возвышенность на Валдайскую гряду на юге и Тихвинскую на севере, на высоте 89 м над уровнем моря, к западу от Боровичей.

## История
В списке населённых мест Новгородской губернии за 1911 год деревня Загорье указана как относящаяся к Хоромской волости Боровичского уезда.
По постановлению ВЦИК от 3 апреля 1924 года Хоромская волость была присоединена к Боровичской волости. Население деревни по переписи населения 1926 года — 184 человека. До 31 июля 1927 года деревня в составе Боровичской волости Боровичского уезда Новгородской губернии РСФСР, а затем с 1 августа центр Загорского сельсовета новообразованного Боровичского района Боровичского округа Ленинградской области. В ноябре 1928 года Загорский сельсовет был упразднён, а деревня вошла в состав Хоромского сельсовета (с центром в деревне Хоромы). 30 июля 1930 года Боровичский округ был упразднён. Население деревни в 1940 году — 199 человек. Указом Президиума Верховного Совета СССР от 5 июля 1944 года была образована Новгородская область и Боровичский район и сельсовет вошли в её состав.
Решением Новгородского облисполкома № 296 от 9 апреля 1960 года Хоромский сельсовет был упразднён, а деревня Загорье вошла в состав Денесинского сельсовета, тогда же к Денесинскому был присоединён и Сутоко-Рядокский сельсовет, центр сельсовета был перенесён в Травково, а в связи с перенесением центра из Денесино Денесинский сельсовет был переименован в Травковский.
Во время неудавшейся всесоюзной реформы по делению на сельские и промышленные районы и парторганизации, в соответствии с решениями ноябрьского (1962 года) пленума ЦК КПСС «о перестройке партийного руководства народным хозяйством» с 10 декабря 1962 года сельсовет и деревня вошла в крупный Боровичский сельский район, а 1 февраля 1963 года административный Боровичский район был упразднён, но пленум ЦК КПСС, состоявшийся 16 ноября 1964 года, восстановил прежний принцип партийного руководства народным хозяйством, после чего Указом Верховного Совета РСФСР от 12 января 1965 года сельские районы были преобразованы вновь в административные районы и решением Новгородского облисполкома от 12 января 1965 года и Травковский сельсовет и деревня вновь в Боровичском районе.
После прекращения деятельности Травковского сельского Совета в начале 1990-х стала действовать Администрация Травковского сельсовета, которая была упразднена с 1 января 2006 года на основании постановления Администрации города Боровичи и Боровичского района от 18 октября 2005 года и Загорье, по результатам муниципальной реформы входит в состав муниципального образования — Травковское сельское поселение Боровичского муниципального района (местное самоуправление), по административно-территориальному устройству подчинена администрации Травковского сельского поселения Боровичского района.

## Население
| 2010 |
| ---- |
| 6    |

Постоянное население деревни на 1 января 2011 года — 8 человек, хозяйств — 5.